# 法倫 (印第安納州)
法倫（英語：Farlen）是位於美國印地安納州戴維斯縣的一個非建制地區。該地的面積和人口皆未知。

## 地理
法倫的座標為38°51′02″N 87°55′22″W / 38.85056°N 87.92278°W，而該地的平均海拔高度為190米（即623英尺）。